# Propair
Propair Inc. è una compagnia aerea charter con sede presso l'aeroporto di Rouyn-Noranda a Rouyn-Noranda, Quebec, Canada. Opera voli charter e servizi di trasporto medico. La sua base principale è l'aeroporto di Rouyn-Noranda. Aveva una base secondaria all'aeroporto Internazionale Montréal-Pierre Elliott Trudeau, che chiuse a luglio 2018.

## Storia

### La Sarre, dalla tundra alla Baia di James
Nel 1954 Émilien Pronovost acquistò una piccola società, La Sarre Air Services, che aveva sede nell'area settentrionale della regione Quebec e operava in un territorio ricco di risorse naturali, ma con quasi nessuna strada d'accesso. Vero pioniere del trasporto aereo regionale, Émilien Pronovost fece crescere la sua azienda trasportando lavoratori, scienziati e ricercatori attratti dalla regione e dalle ricchezze del sottosuolo. Con il tempo riuscì a rafforzare la posizione dell'azienda grazie all'afflusso di passeggeri destinati alle aree di caccia e pesca. Aiutato successivamente dalle figlie Lise e Claude, poi dai figli Jean e Louis, Pronovost svolse un ruolo chiave nello sviluppo del più grande cantiere edile all'epoca in Québec, il Progetto Idroelettrico Baia di James.

### Nasce Propair
Dopo altri anni di crescita, Jean e Louis all'inizio degli anni '80 fondarono Propair e vi fecero confluire tutta La Sarre e dintorni. Contemporaneamente i due Pronovost acquistarono anche la similare aviolinea Air Fecteau e unirono le due attività. Questa risaliva al 1955, aveva intrapreso pochi collegamenti di linea e, nel 1967, era stata acquistata dalla già consistente Quebecair.
Con una flotta di circa 40 aerei, Propair risultava essere la maggiore compagnia aerea nel Canada orientale, collegando quasi tutta l'intera regione del Québec. Una volta completati i principali progetti della regione e con la firma dell'accordo di James Bay e del Quebec settentrionale, oltre alle consolidate escursioni a base di caccia e pesca, Propair si trovò con una flotta più ampia del necessario per soddisfare le esigenze del mercato tradizionale. Inoltre, nel frattempo, erano state costruite nuove strade, facilitando notevolmente l'accesso su gomma al territorio. L'azienda rimaneva peraltro sotto lo sguardo vigile di Quebecair che, consequentemente, nel dicembre 1985, scorporò gran parte delle attività per affidarle ad un'altra sua controllata. Per adeguarsi a questa nuova realtà, Propair comprò aerei destinati ai soli voli charter aziendali e servizi di aerotaxi, ovvero velivoli turboelica con cabine pressurizzate, adattati al mercato in rapida crescita a cui aveva scelto di rivolgersi.

### Il tragico volo 420

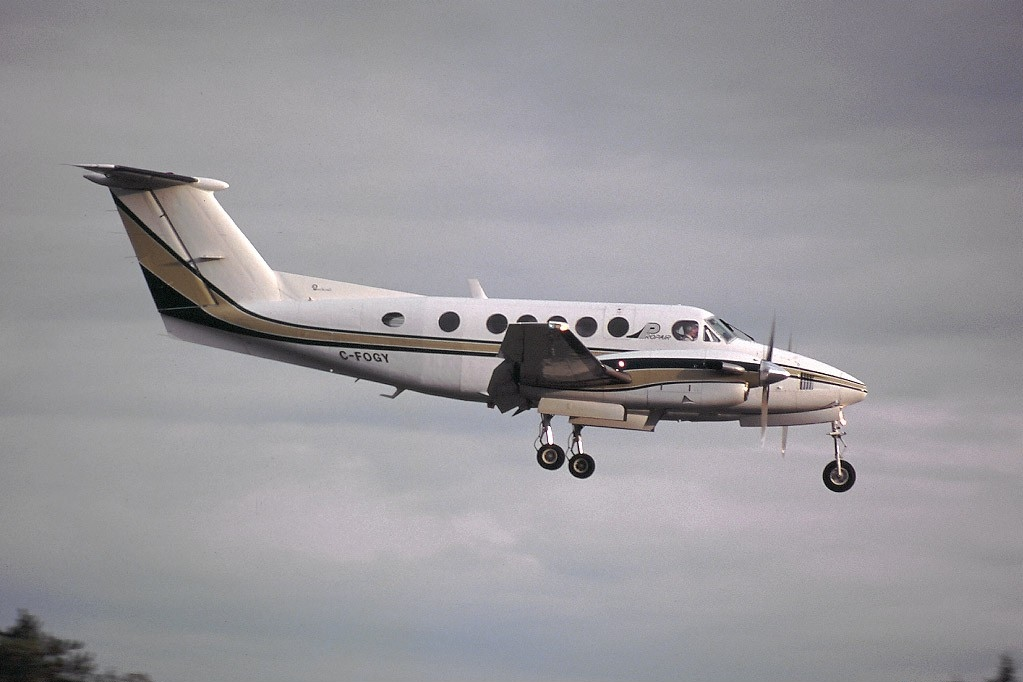
Un Beech 200 Super King Air di Propair.

Il 18 giugno 1998, un Fairchild-Swearingen Metro II appartenente alla Propair fu coinvolto in un incidente che uccise tutte le undici persone a bordo. Il volo Propair 420 era partito dall'aeroporto internazionale di Montréal-Dorval, Québec, verso le 07:01 ora diurna orientale, in rotta verso l'aeroporto di Peterborough, Ontario, con nove passeggeri e due piloti. A 12 minuti dal decollo, a 12.500 piedi (3.810 m) sul livello del mare, l'equipaggio contattò via radio il controllo del traffico aereo indicando un problema idraulico e richiese di poter tornare a Dorval. Verso le 07:19, mentre scendevano a 2.621 m (8.600 piedi) ASL, i piloti dissero all'ATC che il motore sinistro era in fiamme e che l'avevano spento. Intorno alle 07:20, l'equipaggio decise di procedere invece verso l'aeroporto internazionale di Montréal-Mirabel e alle 07:23 dissero al controllore che l'incendio si era estinto. Durante la tratta finale per la pista 24 a Mirabel, i piloti dichiararono che il motore sinistro era di nuovo in fiamme. In quel momento l'ala sinistra si ruppe e tutti gli occupanti a bordo rimasero uccisi quando l'aereo colpì il suolo.

## Servizi
Propair opera principalmente voli di aerotaxi e di trasporto medico nella maggior parte del Quebec, nell'Ontario e nel nord-est degli Stati Uniti. Propair offre anche servizi di supporto (carburante, manutenzione e trasporto merci) nell'Aeroporto di Rouyn-Noranda.

## Flotta
Nell'aprile 20223 la flotta Propair, come riportato da Transport Canada, include 11 Beechcraft King Air (variante A100) da 9 posti, trasporto merci e per voli medici, 2 Beechcraft 1900 (variante 1900D) da 18 posti e da trasporto merci, e 1 Grumman Gulfstream I (variante G-159), quest'ultimo ritirato nel 2017, anche se Transport Canada lo elenca ancora con un certificato valido.